# Brice Massamba
Brice Massamba (Lubumbashi, 8 luglio 1988) è un ex cestista della Repubblica Democratica del Congo naturalizzato svedese.
Ha due fratelli, Darly e Thomas, e una sorella, Tanya, tutti cestisti.

## Carriera
Con la Svezia ha disputato i Campionati europei del 2013.

## Palmarès
- Campionato svedese: 1

Luleå: 2016-17